# Jan Tesař
Jan Tesař (2. června 1933 Skuteč – 16. června 2025) byl český esejista, historik, disident a prvosignatář Charty 77.

## Biografie
V roce 1956 absolvoval Filozofickou fakultu Univerzity Karlovy v Praze. Od poloviny 50. let začal shromažďovat a zaznamenávat vzpomínky protinacistických odbojářů, což tehdy nebylo běžné (historici v komunistické ČSR považovali osobní výpovědi za podřadné vůči písemným materiálům).
V roce 1956 nastoupil do Vojenského historického ústavu (VHÚ), odkud byl v roce 1958 vyhozen z politických důvodů. Dva roky se jako nezaměstnaný zabýval studiem historie lidových soudů v Čechách, následovalo zaměstnání v muzeu v Pardubicích.
V roce 1961 se vrátil do VHÚ. Patřil mezi zakládající členy Československého výboru pro dějiny protifašistického odboje (v 60. letech relativně nezávislá platforma). V roce 1966 vstoupil do KSČ, na jaře 1969 z KSČ vystoupil. V roce 1968 pracoval v okruhu poradců tehdejšího předsedy Národního shromáždění Josefa Smrkovského, kde se mimo jiné podílel na přípravě předpokládané všeobecné rehabilitace československých občanů postižených předchozími represemi. V letech 1968–1969 působil jako soudní znalec v obnoveném procesu se skupinou příslušníků Státní bezpečnosti. V září 1969 byl zatčen, po třináctiměsíční vazbě byl bez soudu propuštěn. V roce 1971 byl opět zatčen, z vězení se vrátil v říjnu 1976. Byl jedním z prvních signatářů Charty 77 a podílel se na vzniku Výboru na obranu nespravedlivě stíhaných (VONS). V květnu 1979 byl opět zatčen a v roce 1980 přijal nabídku k vystěhování, žil v Německu a později ve Francii. V Paříži vydával v letech 1983–1987 revue Dialogy, byl redaktorem polského exilového měsíčníku Kontakt a spolupracoval s časopisy ruské emigrace. Do Česka a na Slovensko distribuoval Bulletin EIT/AET (Mezinárodní dohoda pracujících – Europské združenie pracujúcich). Jeho ženou se stala Anna Koutná Tesařová, která za ním odešla do exilu.

## Výběr z díla
- Seznam děl v Souborném katalogu ČR, jejichž autorem nebo tématem je Jan Tesař
- Mnichovský komplex : jeho příčiny a důsledky. Prostor, Praha 2000. 255 s. ISBN 80-7260-035-4.
- Zamlčená diagnóza. Triáda, Praha 2003. 143 s. ISBN 80-86138-56-9.
- Traktát o „záchraně národa“ : texty z let 1967-1969 o začátku německé okupace. Triáda, Praha 2006. 381 s. ISBN 80-86138-67-4.
- Česká cikánská rapsodie. I.-III. svazek. Triáda, Praha 2016. (Svazek I. Vzpomínky Josefa Serinka / Jan Tesař, Místo epilogu / Rozhovor s Josefem Ondrou / Dokumenty, 508 stran, ISBN 978-80-87256-84-8. Svazek II. Komentáře ke vzpomínkám Josefa Serinka, 640 stran. Svazek III. Mapy, tabulky, diagramy – partyzáni na Vysočině / Jan Tesař, Serinkovské inspirace, 212 stran, ISBN 978-80-7474-171-5, souborně ISBN 978-80-87256-86-2)
- Co počít ve vlkově břiše. Práce o vytváření struktur občanské společnosti 1968–1980. Triáda, Praha 2018. 600 s. ISBN 978-80-7474-172-2